# Alejandro von Fürstenberg
El príncipe Alejandro von Fürstenberg (nacido Alexandre Egon Prinz zu Fürstenberg, 25 de enero de 1970) es hijo de los diseñadores de moda, Diane von Fürstenberg y el príncipe Egon von Fürstenberg.

## Primeros años y educación
Es el hijo de los diseñadores Diane von Fürstenberg (nacida Halfin) y Egon von Fürstenberg. Su madre proviene de una familia belga judía, originaria de lo que hoy en día es Moldavia y Grecia; y su padre es medio-alemán y medio-italiano, el hijo del príncipe Tassilo de la casa de Fürstenberg y su primera esposa italiana, Clara Agnelli, la hermana mayor del jefe de FIAT, Gianni Agnelli. Sus padres se divorciaron en 1972.
El príncipe y su hermana Tatiana von Fürstenberg crecieron en Nueva York. Alejandro asistió a la Universidad de Brown y se graduó en un Grado en Artes en 1993.

## Trabajo
Alexander von Fürstenberg comenzó su carrera en 1993 como comerciante de Risk Arbitrage Desk de Allen and Company. En la actualidad es el Encargado Jefe de Inversiones de Ranger Global Advisors, LLC, una compañía familiar, fundada por él mismo, que invierte en negocios valorados. Previamente, había gestionado Arrow Capital Management, LLC.
Fürstenberg también trabaja para la marca de su madre, Diane von Fürstenberg.

## Vida personal
Como adolescente vivió en el Hotel Carlyle, dos pisos por debajo del empresario Robert Warren Miller y su familia; allí conoció a la hija menor de este, Alexandra, quien era tres años más joven que él. Se casaron el 28 de octubre de 1995, en una ceremonia católica en la Iglesia de San Ignacio de Loyola en Nueva York. Tuvieron dos hijos, la princesa Talita Natasha (7 de mayo de 1999) y el príncipe Tassilo Egon Maximilian (26 de agosto de 2001). En 2002, se separaron y se divorciaron al año siguiente. Luego anunció su compromiso con la diseñadora Ali Kay, quien dio a luz a su tercer hijo, el príncipe Leon, en julio de 2012, y a su cuarto hijo, el príncipe Vito, en junio de 2020.